# Paardenwed (Haarlem)

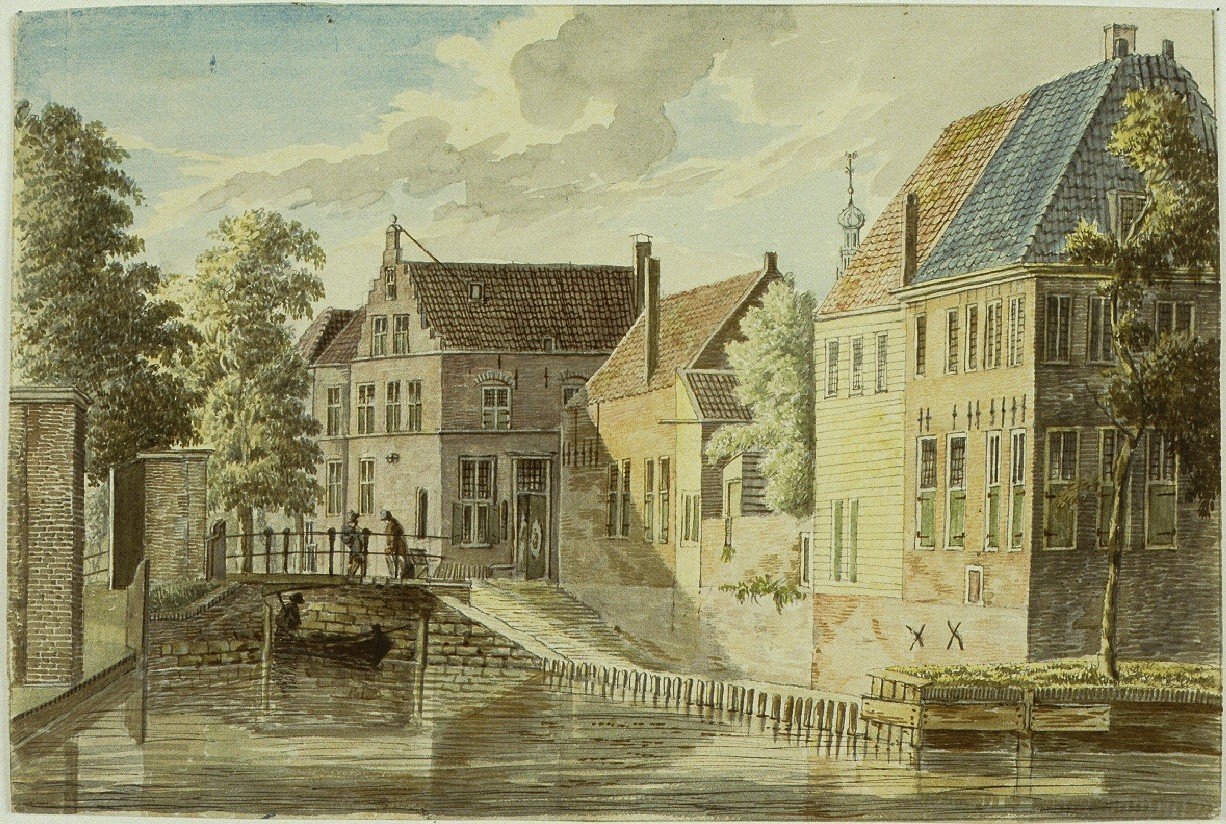
Brug bij Korte Jansstraat (Korte Jansbrug), nabij monding Bakenessergracht in de Nieuwe Gracht met op de hoek het Paardenwed, Hendrik Travenier (1779)

Het Paardenwed is een voormalige paardenwed, dat zich op de hoek van de Jansstraat en de Nieuwe Gracht in de Noord-Hollandse stad Haarlem bevond. Het pand op de hoek met de Bakenessergracht heet ook het Paardenwed. Dit pand was een geruime tijd aan het verloederen, en in 2006 stortte een deel van het pand de Bakenessergracht in. In 2009 was de restauratie van het pand afgerond en is het in gebruik als kantoor.
Het Paardenwed was een plaats voor paarden waar zij na een lange dag werken als trekpaard konden drinken, worden gewaad en gewassen worden. Bij het huidige pand het Paardenwed had de naastgelegen kade een aflopend vlak. hierdoor konden de paarden vanaf hier zo'n 20 meter door het water, om zo vlak bij de Korte Jansbrug weer op de kade te komen. Het Paardenwed bevond zich direct buiten de stadsmuren en de Janspoort was dan ook niet ver gelegen. Daarom was deze plek makkelijk bereikbaar vanuit de stad. De kade vanaf waar de paarden het water ingelaten werden is nog steeds aanwezig, alhoewel het nu in gebruik is als terras van het naastgelegen appartementencomplex, waar tot in de 18e eeuw een wagenhuis met een stalling voor 16 paarden stond, gelegen op de hoek van de Jansstraat/Korte Jansstraat. 

## Fotogalerij

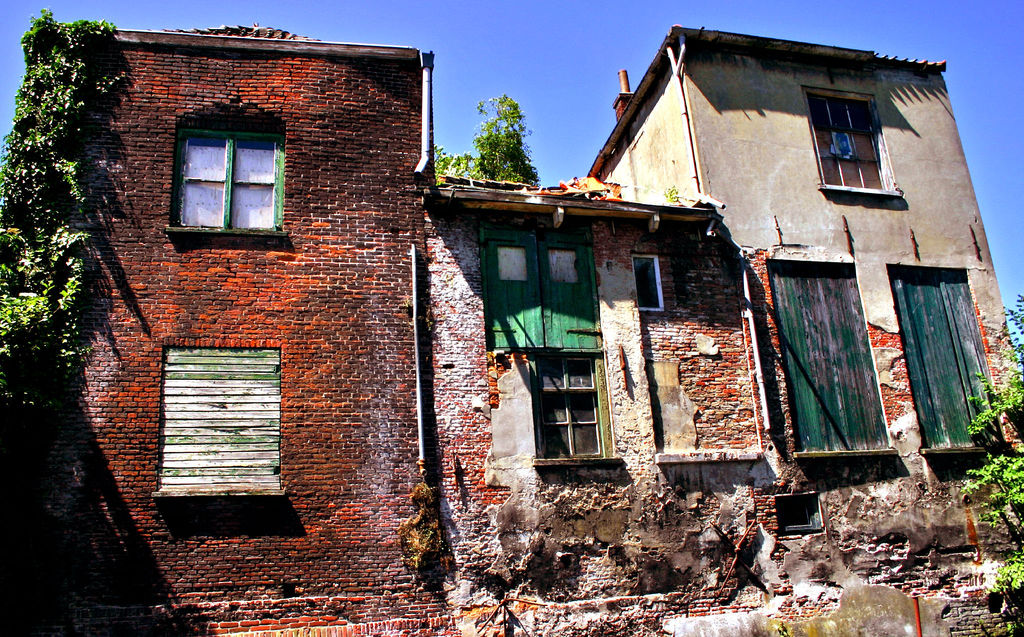
Het Paardenwed in 2005
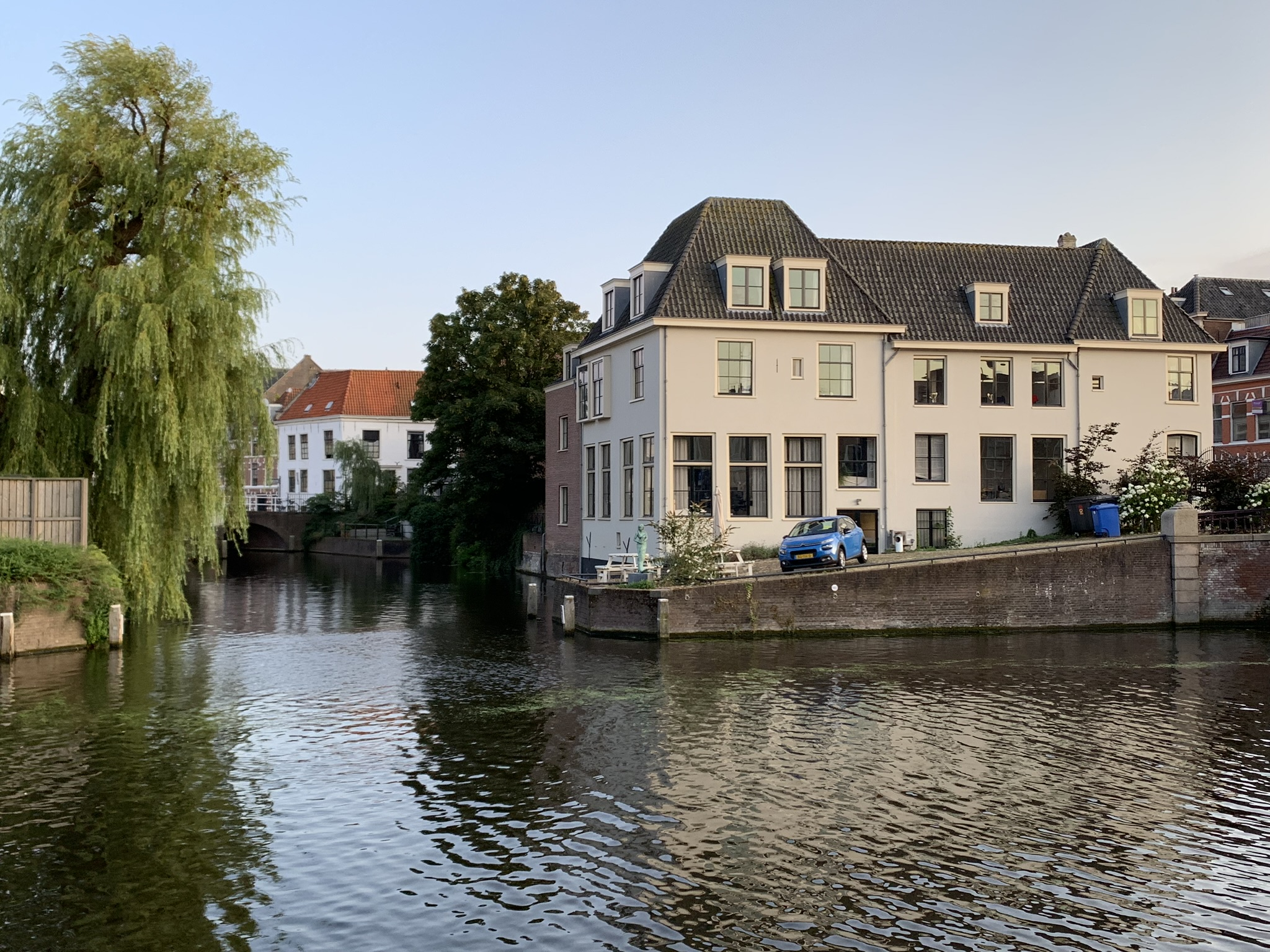
Het Paardenwed in 2019